# Jewhen Czerwonenko
Jewhen Alfredowycz Czerwonenko, ukr. Євген Альфредович Червоненко (ur. 20 grudnia 1959 w Dniepropietrowsku) – ukraiński polityk, były minister i poseł.

## Życiorys
Prowadził prywatną działalność gospodarczą. W 1997 został przewodniczącym Rady Przedsiębiorców przy prezydencie Ukrainy. W latach 2002–2005 był deputowanym do Rady Najwyższej z ramienia Bloku Nasza Ukraina. W 2004 osobiście zlokalizował ładunek wybuchowy w sali, gdzie miała przemawiać Julia Tymoszenko. W czasie wyborów prezydenckich w tym samym roku pełnił funkcję szefa ochrony Wiktora Juszczenki, należał też do głównych sponsorów jego kampanii.
Od lutego do września 2005 zajmował stanowisko ministra transportu i łączności Ukrainy. W 2006 został mianowany przewodniczącym Zaporoskiej Obwodowej Administracji Państwowej. Odwołano go z tej funkcji w grudniu 2007, kiedy to został przewodniczącym narodowej agencji do spraw Euro 2012.